# Diego Coppola
Diego Coppola (Verona, 28 de diciembre de 2003) es un futbolista profesional italiano que juega como defensa en el Brighton & Hove Albion F. C. de la Premier League.

## Trayectoria
Después de pasar por las categorías inferiores del Hellas Verona, el 15 de diciembre de 2021 debutó   con el primer equipo en la Copa Italia entrando como suplente en la derrota ante el Empoli F. C. Posteriormente debutó en la Serie A el 15 de enero de 2022, reemplazando a Adrien Tamèze en el minuto 80  ante el U. S. Sassuolo.
El 20 de abril de 2022 renovó su contrato hasta 2027. Dos años antes, y tras jugar más de ochenta partidos, fue traspasado al Brighton & Hove Albion F. C.

## Selección nacional
El 6 de junio de 2025 hizo su debut con la selección de Italia en un encuentro de clasificación para el Mundial 2026 ante Noruega que perdieron por tres a cero.

## Estadísticas

### Clubes
Actualizado al último partido disputado el 25 de mayo de 2025.
| Club                         | Div.          | Temporada     | Liga  | Liga  | Copas nacionales | Copas nacionales | Copas internacionales | Copas internacionales | Total | Total |
| Club                         | Div.          | Temporada     | Part. | Goles | Part.            | Goles            | Part.                 | Goles                 | Part. | Goles |
| ---------------------------- | ------------- | ------------- | ----- | ----- | ---------------- | ---------------- | --------------------- | --------------------- | ----- | ----- |
| Hellas Verona F. C. · Italia | 1.ª           | 2021-22       | 4     | 0     | 1                | 0                | ―                     | ―                     | 5     | 0     |
| Hellas Verona F. C. · Italia | 1.ª           | 2022-23       | 20    | 0     | 0                | 0                | —                     | —                     | 20    | 0     |
| Hellas Verona F. C. · Italia | 1.ª           | 2023-24       | 24    | 2     | 2                | 0                | ―                     | ―                     | 26    | 2     |
| Hellas Verona F. C. · Italia | 1.ª           | 2024-25       | 34    | 2     | 1                | 0                | ―                     | ―                     | 35    | 2     |
| Hellas Verona F. C. · Italia | Total club    | Total club    | 82    | 4     | 4                | 0                | 0                     | 0                     | 86    | 4     |
| Total carrera                | Total carrera | Total carrera | 82    | 4     | 4                | 0                | 0                     | 0                     | 86    | 4     |